# Миколаївська сільська рада (Покровський район)
| Миколаївська сільська рада — колишній орган місцевого самоврядування у Покровському районі Донецької області з адміністративним центром у с. Миколаївка. На початку ХІХ ст. землі належали статському раднику Котляревському, пізніше у нього, громади менонітів Гольштату і Гладенфельду, купили 10 тисяч десятин землі. Ці громади об'єднували в собі швейцарські, голандські та північно-німецькі анабабтиські групи, які іменувалися -"менонітами". У 1885 році була утворена перша колонія Мемрик, до складу якої увійшло 10 населених пунктів, серед яких було село Ебенталь(теперішня Миколаівка), засновано переселенцями з молочної колонії. В 1888 році у селі була зведена перша школа, а у 1922 році - зели середню школу, в якій спочатку навчалося лише 30 учнів. Сільській раді підпорядковані населені пункти: - с. Миколаївка - с. Завітне - с. Калинове - с. Маринівка - с. Новожеланне - с. Орлівка - с-ще Птиче |

## Склад ради
Рада складалася з 16 депутатів та голови.

## Керівний склад сільської ради
| ПІБ                       | Основні відомості                                                         | Дата обрання | Дата звільнення |
| ------------------------- | ------------------------------------------------------------------------- | ------------ | --------------- |
| Іванченко Василь Павлович | Сільський голова, 1958 року народження, освіта, безпартійний              | 26.03.2006   | 31.10.2010      |
| Іванченко Василь Павлович | Сільський голова, 1958 року народження, освіта вища, член Партії регіонів | 31.10.2010   |                 |

Примітка: таблиця складена за даними джерела